# Руёбэцу
Руёбэцу (яп. 留夜別村 [руёбэцу-мура]) — бывший населённый пункт на острове Кунашир. Расположен в Южно-Курильском городском округе Сахалинской области России.
Согласно федеративному устройству Российской Федерации, остров Кунашир является частью Сахалинской области и входит в Южно-Курильский район согласно административно-территориальному устройству области и в Южно-Курильский городской округ согласно муниципальному устройству. Остров является предметом территориального спора между Японией и Россией.

## География
Располагался на северо-восточной оконечности острова Кунашир, ныне Южно-Курильский городской округ Сахалинской области России.

## История
Айнская основа названия поселения — Ребунсу.
До 1945 года Руёбэцу являлся японским селом. По свидетельству японского антрополога Коно Цунэкити, в начале XX века в окрестностях поселения сохранялся один из образцов археологического наследия айнов — остатки крепости-часи.
После Второй мировой войны перешёл под управление Советского Союза. В советское время носил название Роща (по другим данным — Филатовка, тогда как название Роща получило небольшое поселение Ребунке в его окрестностях).
Согласно административно-территориальному делению Японии, оспаривающей принадлежность южных Курильских островов, в том числе острова Кунашира, включая территорию Руёбэцу; село до сих пор формально включено в состав уезда Кунасири округа Немуро префектуры Хоккайдо Японии.